# Pathy Dejesus
Patrícia de Jesus, mieux connue sous le nom de Patrícia Dejesus ou Pathy Dejesus, est une actrice, mannequin et animatrice de télévision brésilienne née le 7 mai 1979 à São Paulo.

## Filmographie
- 2005 : Belíssima (série télévisée) : Celine
- 2007-2008 : Ways of the Heart (série télévisée) : Perpétua (93 épisodes)*
- 2008 : The Mutants: Ways of the Heart (série télévisée) : Perpétua (8 épisodes)
- 2009 : The Mutants: Simply Love (série télévisée) : Perpétua Salvador Silva
- 2010 : Uma Rosa com Amor (série télévisée) : Alabá (108 épisodes)
- 2011-2012 : Amor e Revolução (série télévisée) : Nina Madeira (158 épisodes)
- 2012 : Brazil Avenue (série télévisée) : Jéssica (100 épisodes)
- 2017 : Prata da Casa (série télévisée) : Morena
- 2018 : Desnude (pt) (série télévisée) : Laura
- 2018 : Rotas do Ódio (série télévisée) : Jaqueline Peçanha (5 épisodes)
- 2018 : Rua Augusta (série télévisée) : Nicole (12 épisodes)
- 2018 : (Des)encontros (série télévisée) : Ana Paula (2 épisodes)
- 2018 : Possessões : Cassia
- 2019 : Coisa Mais Linda (série télévisée) : Adélia Araújo (7 épisodes)